# الأشباح (مسرحية)
الأشباح..البالوعة المكشوفة

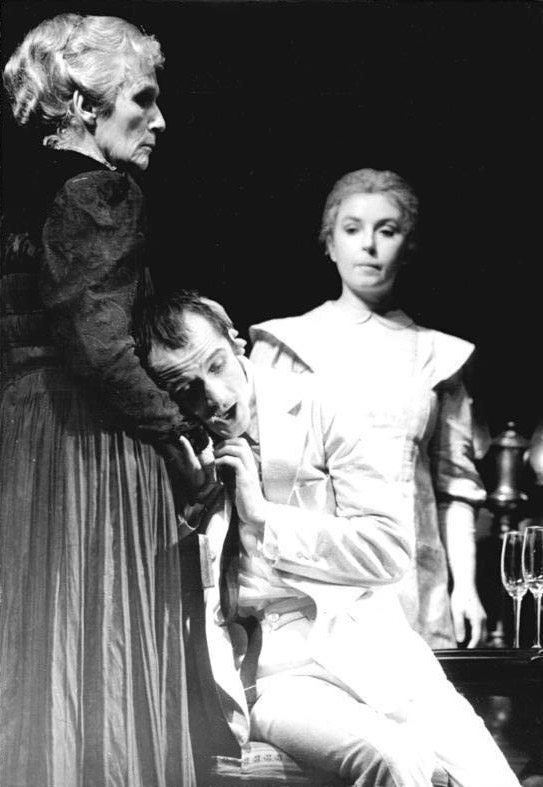
تمثيل مسرحي للمسرحية الاشباح 1983.

مسرحية للمؤلف المسرحي الكبير هنريك إبسن
«الأشباح» من المسرحيات التي أثارت ضجة كبيرة حينما عرضت عام 1887، تعتبر هذه المسرحية خير مثال على أثر المذهب الطبيعي ونظرياته في مسرح إبسن،حيث جاءت لتصور قصة امرأة تصبر على فساد زوجها حفاظاً على سمعة العائلة والمركز الاجتماعي وتضحي بسعادتها الشخصية في سبيل ذلك، وعندما يموت الزوج تتبرع بأمواله لبناء ملجأ للأيتام تخليداً لذكراه أمام الناس.
لكنها في الحقيقة تريد إبعاد أمواله من يدها، وقد أثارت هذه المسرحية ضجة كبيرة ضد إبسن ومنعت من العرض في عدد من البلدان الأوروبية وذلك لتعرضها الصريح لقضية الأمراض الاجتماعية والجنسية التي يعاني منها المجتمع الأوروبي، بل أن الصحافة البريطانية وصفتها بأنها (بالوعة مكشوفة)!